# Sunday Mirror
Le Sunday Mirror est un journal britannique qui est l'édition du dimanche du journal The Daily Mirror. Ses premières parutions, en 1915, se font sous le titre de Sunday Pictorial, c'est en 1963 qu'il est renommé « Sunday Mirror ». En septembre 2011, son tirage hebdomadaire moyen est de 1 845 683. La deuxième semaine de juillet 2011, il a atteint 2 millions d'exemplaires vendus à la suite de la fermeture de News of the World.